# Mount McLoughlin
Mount McLoughlin je převážně bazaltem a andezitem tvořený lávový kužel, stratovulkán, se strmými stěnami.
Je považován za jeden z šesti hlavních vulkánů Kaskadového pohoří v Oregonu. Je z nich nejjižněji položený.
Nachází se na východě Jackson County, na jihozápadě Oregonu.
Leží 20 kilometrů západně od jezera Upper Klamath Lake, v jižním výběžku Národního parku Crater Lake, 50 kilometrů severně od hranice s Kalifornií.
Mount McLoughlin má nadmořskou výšku 2 894 metrů.
S prominencí 1 358 metrů náleží k nejprominentnějším horám v Oregonu.